# Woolsthorpe Manor

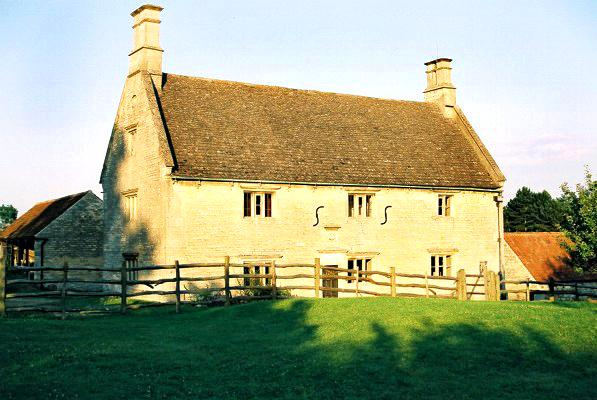
Woolsthorpe Manor.

Woolsthorpe Manor é uma casa localizada em Lincolnshire, na Inglaterra, famosa por ter sido o local de nascimento de Isaac Newton. Foi nessa casa que nasceu a história da maçã que caiu na cabeça de Newton, e ainda há uma descendente da árvore no local. A edição do livro Principia também está em exibição em Woolsthorpe Manor.